# Tom Adams
John Michael Geoffrey Manningham "Tom" Adams (ur. 24 września 1931, zm. 11 marca 1985) – barbadoski polityk. 

## Kariera
Studia ukończył na Uniwersytecie Oksfordzkim, następnie prowadził praktykę adwokacką. W okresie 1952–1962 był dziennikarzem telewizyjnym i producentem BBC w Wielkiej Brytanii. W latach 1965–1971 był sekretarzem generalnym Partii Pracy Barbadosu. Od 1971 r. przewodniczył partii. Po wygranych wyborach parlamentarnych został premierem. Premierem Barbadosu był od 3 września 1976 aż do śmierci 11 marca 1985.